# European Business Summit

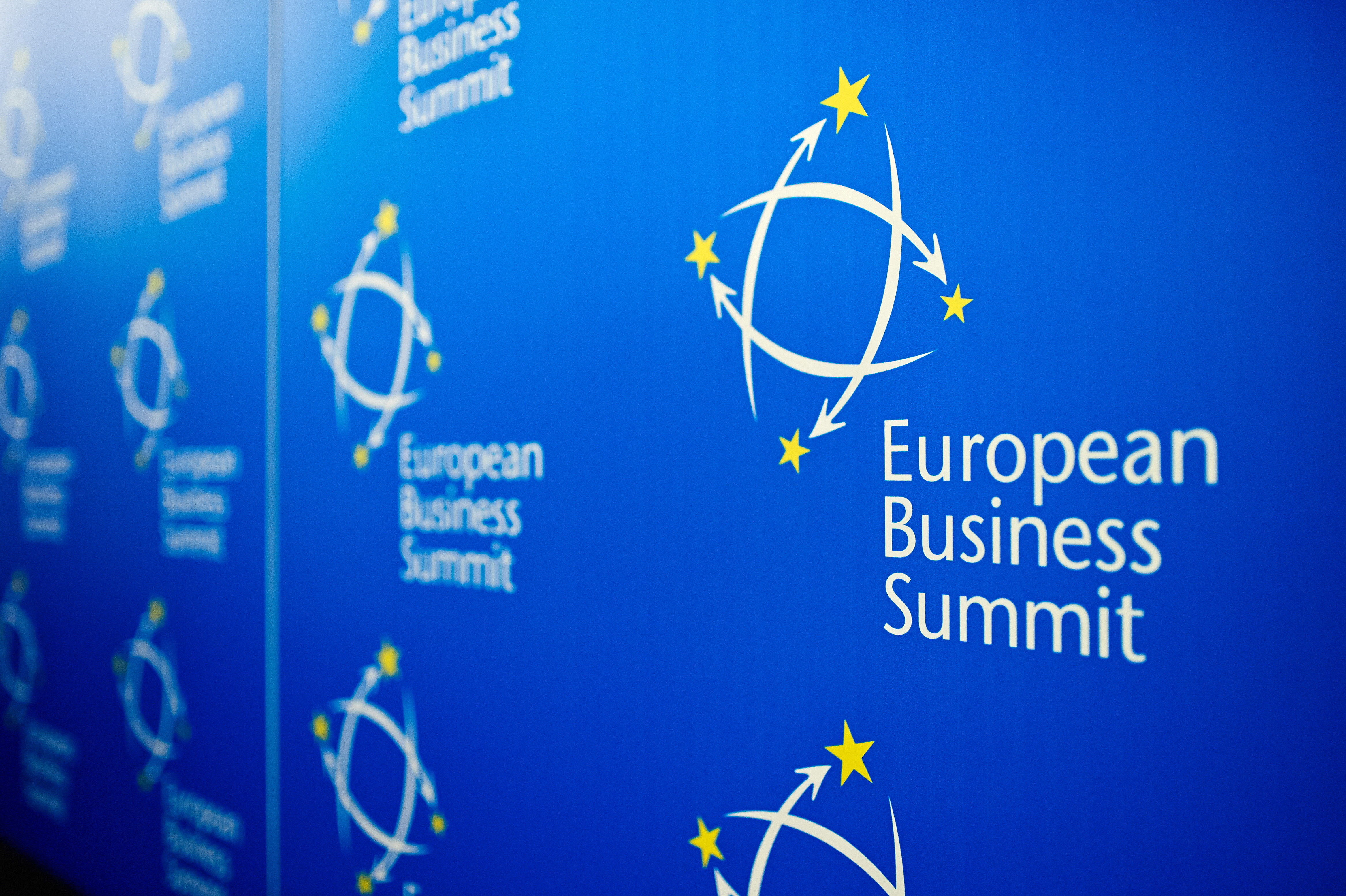
Logo des EBS

Der European Business Summit (EBS) ist eine jährlich stattfindende Gipfelveranstaltung auf Initiative des Arbeitgeberverbandes Businesseurope und der belgischen Unternehmervereinigung. Unternehmer und europäische Politiker haben den Anspruch, hier gemeinsam die Zukunft zu planen und zu gestalten.
Nach eigenen Angaben habe das Treffen jährlich etwa 1500 Teilnehmer aus ca. 60 Ländern, einschließlich hochrangiger EU-Politiker und Premierminister. Es werde von etwa 200 Journalisten beobachtet.

## 2014

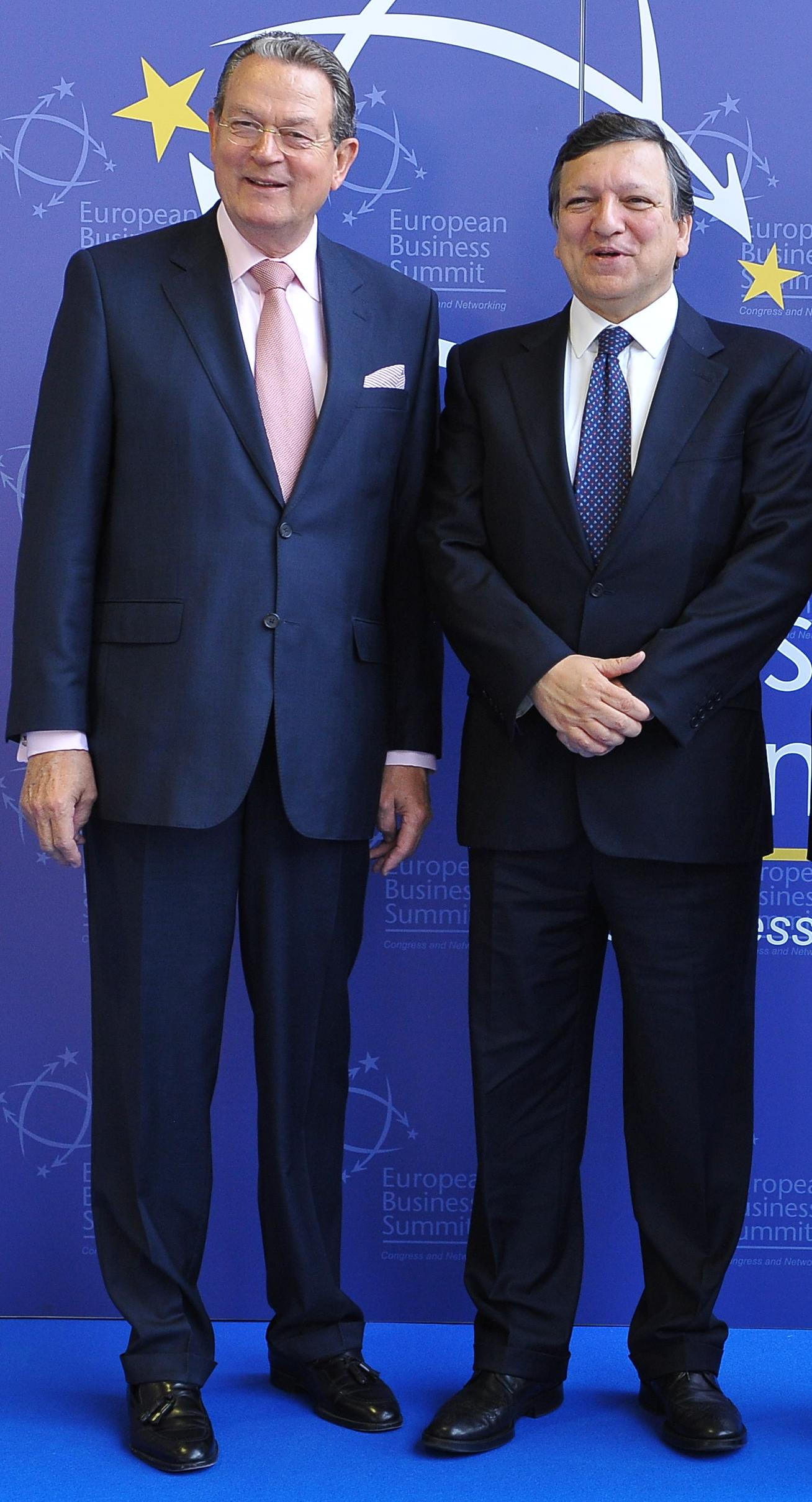
Jürgen Thumann und José Manuel Barroso auf dem EBS 2012 in Brüssel

Das Thema für die vom 14. bis 15. Mai im Brüsseler Palais d’Egmont stattfindende Veranstaltung war The Business Agenda 2014 – 2019: Rebuilding a Competitive Europe. Als Sprecher traten die Europapolitiker Michel Barnier, José Manuel Barroso und Jonathan Faull auf, ebenso Unternehmer und CEOs. Die Abschlusssitzung beschäftigte sich mit Kandidaten für das Amt des Präsidenten der Europäischen Kommission nach der Europawahl 2014 beschäftigen. Des Weiteren wurde eine Studie über die Veränderung der europäischen Wirtschaft durch digitale Technologien vorgestellt.
Das linkspolitische Bündnis Blockupy versuchte eine Blockade der Veranstaltung. Toni Negri zufolge könne Europa im Sinne Blockupys zu einem „politischen Labor werden, um Konzepte wie Gegenmacht und Autonomie zu überdenken, in einer Perspektive, die auch der Idee der Demokratie einen neuen Sinn geben würde“. Bei der Demonstration gegen die Konferenz kam es zu ca. 250 Festnahmen.

## Themen bisheriger Veranstaltungen
- 2015 Europe 4.0 - Delivering a vision for the future of Europe
- 2014 The Business Agenda 2014–2019: Rebuilding a Competitive Europe
- 2013 Unlocking Industrial Opportunities - An EU Strategy for Competitiveness[9]
- 2012 Skills for Growth
- 2011 Leading or Lagging?
- 2010 Putting Europe back on Track
- 2009 Dare and Care: sustaining Europe's ambitions - Financing, Staffing and Greening